# Choristylis
Choristylis é um género botânico pertencente à família Iteaceae.
1. ↑  «Choristylis — World Flora Online». www.worldfloraonline.org. Consultado em 19 de agosto de 2020